# Live at Brixton Academy (álbum de Motörhead)
Live at Brixton Academy (en español: Motörhead en Vivo en la Academia Brixton), es el cuarto álbum oficial en directo de la banda británica de rock Motörhead. Fue grabado en su concierto de celebración de su veinticinco aniversario en el Brixton Academy, con varias apariciones estelares, incluyendo a los guitarristas Brian May de Queen y Ace de Skunk Anansie. El concierto también fue lanzado en DVD bajo el título de 25 & Alive Boneshaker.

## Lista de canciones

### Disco uno
1. "We Are Motörhead" (Phil Campbell, Lemmy, Mikkey Dee) - 2:54
2. "No Class" (Eddie Clarke, Lemmy, Phil Taylor) - 2:49
3. "I'm So Bad (Baby I Don't Care)" (Campbell, Würzel, Lemmy, Taylor) - 3:36
4. "Over Your Shoulder" (Campbell, Würzel, Lemmy, Dee) - 3:37
5. "Civil War" (Campbell, Lemmy, Dee, Max Ax) - 3:20
6. "Metropolis" (Clarke, Lemmy, Taylor) - 3:44
7. "Overnight Sensation" (Campbell, Lemmy, Dee) - 4:50
8. "God Save the Queen" (John Lydon, Steve Jones, Glen Matlock, Paul Cook) - 3:32
9. "Born to Raise Hell" (Lemmy) - 6:31
10. "The Chase Is Better Than the Catch" (Clarke, Lemmy, Taylor) - 5:42
11. "Stay Out of Jail" (Campbell, Lemmy, Dee) - 3:33
12. "Dead Men Tell No Tales" (Clarke, Lemmy, Taylor) - 2:45

### Disco dos
1. "You Better Run" (Campbell, Würzel, Lemmy) - 6:48
2. "Sacrifice" (Campbell, Würzel, Lemmy, Dee) - 5:49
3. "Orgasmatron" (Campbell, Würzel, Lemmy, Pete Gill) - 6:50
4. "Going to Brazil" (Campbell, Würzel, Lemmy, Taylor) - 2:36
5. "Broken" (Campbell, Würzel, Lemmy, Taylor) - 4:59
6. "Damage Case" (Clarke, Lemmy, Taylor, Mick Farren) - 3:52
7. "Iron Fist" (Clarke, Lemmy, Taylor) - 3:16
8. "Bomber" (Clarke, Lemmy, Taylor) - 4:16
9. "Killed by Death" (Campbell, Würzel, Lemmy, Gill) - 7:26
10. "Ace of Spades" (Clarke, Lemmy, Taylor) - 4:23
11. "Overkill" (Clarke, Lemmy, Taylor) - 7:48

## Personal
- Lemmy – bajo, voz
- Phil Campbell – guitarra
- Mikkey Dee – batería

Invitados especiales
- "Fast" Eddie Clarke (ex-Motörhead) en "The Chase Is Better Than The Catch" and "Overkill"
- Todd Campbell (hijo de Phil Campbell, Psycho Squad) en "Killed By Death"
- Paul Inder (hijo de Lemmy) en "Killed By Death"
- Whitfield Crane (ex-Ugly Kid Joe) en "Born To Raise Hell"
- Doro Pesch (ex-Warlock) en "Born To Raise Hell"
- Brian May (Queen) en "Overkill"
- Ace (ex-Skunk Anansie) en "Overkill"